# Evangelisk Frikirke Danmark
 Evangelisk Frikirke Danmark (EFD) är ett kristet trossamfund med 18 lokala församlingar runt om i Danmark.
Till EFD hör också Evangelisk Frikirkes Børn og Unge (EFBU).
Samfundet grundades 1888 under namnet Det Danske Missionsforbund. Det nuvarande namnet antogs 28 augusti. 2021.
EFD tillhör Danske Kirkers Råd och Internationella federationen av fria evangeliska kyrkor (IFFEC).

## Missionsforbundets Børn og Unge
Missionsforbundets Børn og Unge (MBU) är en kristen barn och ungdomsorganisationi Danmark som sorterar under Det Danske Missionsforbund. MBU bedriver även scoutverksamhet, se Missionsforbundets Spejdere.